# Crash Bandicoot: The Huge Adventure
Crash Bandicoot: The Huge Adventure (lanzado como Crash Bandicoot XS en Europa) es un videojuego de plataformas desarrollado por Vicarious Visions y publicado por Universal Interactive Studios para la Game Boy Advance en 2002. Es la séptima entrega de la serie Crash Bandicoot, el primer juego de Crash Bandicoot que no se lanza en una consola PlayStation y el primero que se lanza en una consola portátil. La historia se centra en un complot para encoger la Tierra por parte del principal antagonista, el Doctor Neo Cortex, mediante el uso de un arma gigantesca llamada «Minimizador Planetario». El protagonista de la historia, Crash Bandicoot, debe recolectar cristales para alimentar un dispositivo que devolverá la Tierra a su tamaño adecuado, derrotando al Doctor Cortex y sus secuaces en el camino.
El título surgió de un acuerdo entre Universal Interactive Studios y Konami que les permitió producir y publicar, respectivamente, un juego de Crash Bandicoot para los sistemas portátiles de próxima generación, poniendo fin a la exclusividad de la franquicia para las consolas producidas por Sony. Las reacciones críticas a Crash Bandicoot: The Huge Adventure fueron en general positivas; ha sido elogiado por sus gráficos y diseño general, pero los críticos notaron la falta de innovación. Una secuela, Crash Bandicoot 2: N-Tranced, se lanzó en 2003.

## Jugabilidad
Crash Bandicoot: The Huge Adventure es un videojuego de plataformas en el que el jugador controla a Crash Bandicoot, quien debe reunir veinte cristales y revertir el encogimiento de la Tierra a manos del Doctor Neo Cortex, el principal antagonista de la historia. Gran parte del juego tiene lugar en una serie de centros, desde los cuales se puede teletransportarse a varias áreas del planeta. Inicialmente, solo el primero de cuatro concentradores está disponible para jugar. Cada centro cuenta con cinco niveles y un jefe. El objetivo en cada uno es encontrar y obtener un Cristal oculto. Después de completar los cinco en el centro, se debe completar el jefe, en el que Crash debe derrotarlo que protege el área. Al derrotar al líder, se podrá acceder a un nuevo centro. Cuando se recolectan los veinte cristales y la Tierra se ha agrandado a su tamaño adecuado, se gana el título.
Además de cristales, se pueden recolectar gemas y de colores para lograr logros adicionales. Recompensan al jugador si todas las cajas en una fase se abren o si se completa un área secreta. Las de colores se encuentran en zonas especiales y conducen a áreas ocultas. Las «reliquias» se pueden ganar volviendo a ingresar a un nivel en el que ya se haya recuperado el cristal. Para obtenerla, se debe iniciar el modo «Contrarreloj» y correr a través del mismo en el tiempo predeterminado que se muestra antes de ingresar. Para comenzar una carrera, se debe ingresar a un escenario y activar el cronómetro flotante cerca del comienzo del nivel para activar el temporizador; si no se toca el cronómetro, el nivel se juega regularmente. Luego, el jugador debe correr a través del nivel lo más rápido posible. Esparcidos por todo el nivel hay cajas amarillas con los números 1, 2 o 3 en ellas. Cuando estas se rompen, el temporizador se congela durante la cifra de segundos designado. Las reliquias de zafiro, oro y platino se pueden ganar dependiendo del tiempo final del jugador.
Al comienzo, Crash tiene la capacidad de saltar para navegar por las repisas, girar como un tornado para abrir cofres y derrotar a los rivales, dar un golpe al cuerpo para abrir objetos duros y puede deslizarse por el suelo o agacharse y gatear para pasar zonas bajas. Puede ampliar estas habilidades al derrotar a los jefes principales, lo que a menudo resulta en ataques más poderosos o una mayor destreza para saltar y correr. Crash comienza con seis vidas. Pierde una vida cuando es golpeado por un ataque adversario o sufre cualquier otro tipo de daño. Se pueden ganar más vidas instruyendo para recolectar cien «Frutas Wumpa» o abrir una caja especial para recolectar una vida. Puede protegerse del ataque enemigo al recolectar una máscara de Aku Aku. La recopilación de tres de estas máscaras permite la invulnerabilidad temporal de todos los peligros menores.

## Trama

### Personajes
Ocho personajes que regresan de títulos anteriores de Crash protagonizan Crash Bandicoot: The Huge Adventure. El protagonista, Crash Bandicoot, es un bandicoot antropomórfico que debe revertir el encogimiento de la Tierra causado por el principal antagonista, el Doctor Neo Cortex. Su hermana genio, Coco Bandicoot, es la creadora de la máquina necesaria para revertir los efectos del «Minimizador Planetario» de Cortex. Ayudando a su hermano está Aku Aku, una antigua máscara de madera que puede proteger temporalmente al protagonista de cualquier daño. El principal antagonista, el Doctor Neo Cortex, es un científico loco que reduce la Tierra al tamaño de una toronja con su nuevo «Minimizador Planetario». Supervisando la historial está Uka Uka, el malvado hermano gemelo de Aku Aku. Los secuaces de Cortex consisten en Tiny Tiger, una enorme bestia musculosa, Dingodile, un híbrido de cocodrilo y dingo que empuña un lanzallamas y el Doctor N. Gin, su mano derecha cíborg.

### Historia
En una estación espacial que orbita la Tierra, Uka Uka está molesto con el Doctor Neo Cortex por fallarle una vez más, pero este promete un plan que reducirá el tamaño de los habitantes de la Tierra. Luego, presenta su Minimizador planetario, que inmediatamente usa para reducir la Tierra al tamaño de una toronja. La situación llama la atención de Aku Aku cuando se burla de la ahora microscópica gente del Planeta. Cuando le informa a Crash de la situación de la Tierra, Coco asume que Cortex está usando los cristales para alimentar su máquina de reducción y solicita que Crash encuentre el mismo tipo de cristales en varios lugares del mundo, que usará para construir un dispositivo que revertirá los efectos del Minimizador.
Después de que se defiende de Dingodile, el Doctor N. Gin y Tiny Tiger, Cortex decide lidiar con Crash disparándole el Minimizador Planetario. Desafortunadamente para él, lo engaña para que encoja las gemas de colores que estabilizan el Minimizador, lo que hace que no funcione correctamente. Los efectos desenfrenados del Minimizer lo fusionan y los jefes anteriores, creando un monstruo conocido como Mega-Mix, que lo persigue por el pasillo de la estación espacial en un intento de matarlo. Afortunadamente, se escapa de regreso a la Tierra justo a tiempo para que Coco use los cristales que ha reunido para que vuelva a la normalidad. El planeta vuelve a su tamaño original, mientras que la estación espacial explota con Cortex y los demás en ella.

## Desarrollo y lanzamiento
El 21 de septiembre de 2000, Konami y Universal Studios anunciaron que habían llegado a un acuerdo que permitiría publicar un juego de Crash Bandicoot para los sistemas de próxima generación, con Universal Interactive a cargo de la producción. Game Boy Color se incluyó originalmente junto con Game Boy Advance en el acuerdo. El acuerdo sirvió para romper la exclusividad de la franquicia para las consolas producidas por Sony y efectivamente convirtió a Crash Bandicoot en un personaje mascota de Universal en lugar de Sony. Ese diciembre, Vicarious Visions se acercó a Universal y mostró parte de su tecnología en la consola. Bastante impresionado con su trabajo, Universal le pidió a Vicarious Visions que presentara un concepto. Al gustarle la idea presentada, le encargó un prototipo; se parecía a una versión portátil de los videojuegos de PlayStation. Luego, se le asignaron tareas de desarrollo para el título de Game Boy Advance.
El desarrollo estuvo dirigido por Karthik Bala, Jesse Booth y Mike Meischeid, con Bala y Tobi Saulnier de Vicarious Visions y Daniel Suarez de Universal como productores. Ha sido diseñado principalmente por Bala y Luis Barriga, con los artistas Theodore Bialek y Christopher Winters proporcionando diseño adicional. Otros artistas incluyen a Steve Derrick, Mei He, Jason Harlow, Carl Schell, Jim Powell, Wes Merritt, Jorge Diaz y Florian Freisleder. Red Eye Studios ayudó a crear los gráficos y la animación, que se creó en Maya. Algunas de las dibujos y texturas son originales de Crash Bandicoot: Warped se reutilizaron y se utilizaron como base. El sprite del personaje de Crash Bandicoot presenta entre 1000 y 1500 fotogramas. En el apogeo del desarrollo, había hasta siete programadores trabajando, incluidos Booth, Nate Trost, Robert Trevellyan, Alex Rybakov, Jesse Raymond, Chris Pruett y Víktor Kuzmin; el estudio Cosmigo proporcionó soporte de codificación. El audio se creó por Manfred Linzner de Shin'en Multimedia y Todd Masten, con efectos de sonido adicionales proporcionados por Universal Sound Studios. Utiliza una batería de memoria estática de acceso aleatorio, lo que permite al jugador guardar su progreso. La entrega se diseñó teniendo en cuenta el ahorro de batería desde el comienzo de la producción, ya que realizar un seguimiento de todos los datos resultaría extremadamente engorroso con un sistema de contraseña.
El juego se tituló provisionalmente Crash Bandicoot Advance y pasó por Crash Bandicoot X/S y Crash Bandicoot: The Big Adventure antes de llegar a su nombre final. El desarrollo abarcó un total de nueve meses desde la concepción hasta su finalización. Crash Bandicoot: The Huge Adventure se envió a las tiendas de América del Norte el 13 de marzo de 2002, y es el primera entrega de Crash Bandicoot que se lanzó en una consola portátil.  En Europa, ha sido lanzado bajo el título Crash Bandicoot XS el 15 de marzo de 2002.

## Recepción
Crash Bandicoot: The Huge Adventure recibió reseñas generalmente positivas de los críticos. Louis Bedigian de GameZone consideró que la adaptación de la serie a Game Boy Advance fue un gran éxito; elogió el diseño de niveles y el valor de repetición, y declaró que The Huge Adventure es más divertida que sus contrapartes de PlayStation o la serie Super Mario Advance. Craig Harris de IGN evaluó el diseño como «increíblemente ajustado con controles sólidos y diseño de niveles» y apreció los diversos estilos de juego y el desafío adicional proporcionado por los Contrarrelojes y las Gemas ocultas. Sin embargo, mencionó que las fases de vuelo (que describió como «diluidos» de After Burner) tuvo una detección de colisión imperfecta y encontró fallas en la falta de una función de guardado automático o de cualquier indicación para guardar el título. Scott Osborne de GameSpy dijo que si bien no era innovador, se ejecutó lo suficientemente bien como para seguir siendo entretenido. Andrew Reiner de Game Informer elogió la incorporación «esencialmente perfecta» de las complejidades de la trilogía de PlayStation, pero lamentó la corta duración de los escenarios. Four-Eyed Dragon de GamePro lo elogió como «un vidoejuego de plataformas sencillo y de excelente apariencia que ningún jugador interesado de GBA debería perderse». Giancarlo Varanini de GameSpot lo resumió como un juego de plataformas básico pero sólido que carecía de la innovación de otros de la consola. Scott Alan Marriott de Allgame, aunque reconoció la falta de innovación, afirmó que la traducción de la jugabilidad y la sensación de los títulos PlayStation de Crash a Game Boy Advance se ejecutó bien. Un analítico de Nintendo Power señaló que los desafíos eran generalmente más difíciles y, a veces, más frustrantes que los de las entregas de Mario. El analizado de Play Magazine criticó la naturaleza «directa» del desplazamiento lateral, pero por lo demás lo llamó «un pequeño gran juego». Jeanne Kim, Shane Bettenhausen y James Mielke de Electronic Gaming Monthly se sintieron frustrados por la jugabilidad de prueba y error, aunque Kim y Mielke reconocieron que la esencia de la serie se capturó con éxito. Sin embargo, Bettenhausen consideró que su mecánica y diseño de niveles eran aburridos y derivados y que era demasiado corto. Osborne y Four-Eyed Dragon encontraron que los controles eran ligeramente lentos, y Varanini experimentó dificultades particulares con la maniobra de doble salto.
Las imágenes estuvieron elogiadas por su fluidez y detalle que impulsan el hardware, y Bedigian consideró que los gráficos eran superiores a los de los títulos clásicos de SNES. Si bien Varanini estuvo de acuerdo con el sentimiento general, sintió que los personajes enemigos tenían colores suaves y los niveles carecían de variedad visual, aunque consideraba que las secuencias de persecución eran un punto culminante. Bettenhausen, sin embargo, consideró que los ilustraciónes estaban atenuados a «simplemente promedio» en comparación con los originales, aunque admiraba las etapas pseudo-3D.
Bedigian elogió la música como «excelente» y una de las mejores de la consola. Harris calificó el audio como «increíblemente claro». Osborne sintió que la familiaridad «genera diversión en lugar de desprecio: es difícil no sonreír cuando la máscara del médico brujo Aku Aku deja escapar su grito tonto de "¡Ooga booga!"». Varanini quedó impresionado por la reproducción fiel del diseño de sonido de la trilogía de PlayStation y consideró que la claridad de la música era ligeramente superior a la de la mayoría de los títulos de Game Boy Advance, pero consideró que las pistas individuales, con la posible excepción de los escenarios de hielo, no no destaca especialmente. Marriott señaló que los efectos de resonancia eran precisos, pero consideró que la música era menos impresionante que la de la trilogía de PlayStation. En Estados Unidos, Crash Bandicoot: The Huge Adventure vendió 750 000 copias y ganó 19 millones de dólares en agosto de 2006. Durante el período comprendido entre enero de 2000 y agosto de 2006, ha sido el vigésimo sexto juego más vendido lanzado para Game Boy Advance, Nintendo DS o PlayStation Portable en ese país.